# سفارة دولة فلسطين لدى البوسنة والهرسك
سفارة دولة فلسطين لدى البوسنة والهرسك هي الممثلية الدبلوماسية العُليا لدولة فلسطين لدى جمهورية البوسنة والهرسك. تقع السفارة في سراييفو.